# 007：大破天幕杀机
《007：大破天幕杀机》是由EON製作公司製作，哥倫比亞電影公司和米高梅發行的一部2012年動作驚悚電影，該片為EON製作公司製作的第二十三部詹姆士·龐德电影。由丹尼尔·克雷格三度飾演詹姆士·龐德，哈維爾·巴登飾演反派洛烏·西法。山姆·曼德斯擔任導演，約翰·洛根、尼爾·普維斯與羅伯·韋德共同編劇，並由愛黛兒推出榮獲奧斯卡金像獎的主題曲。
在這部電影中，詹姆士·龐德調查了對MI6總部受襲擊的事件，並發現到這只是歹徒──前MI6特務洛烏·西法（Raoul Silva，哈維爾·巴登飾）對「M」一連串攻擊的一部分。在該片中，在前兩部作品缺席的兩名龐德系列角色再度出現，分別是軍需官Q先生（本·威士肖飾）和M的秘書伊芙·曼妮潘妮（娜歐蜜·哈瑞絲飾），而這部電影也是龐德系列中茱蒂·丹契最後一次飾演「M夫人」，她所扮演的職位則由「M先生」加雷斯·马洛里（雷夫·范恩斯飾）取代，儘管茱蒂·丹契在下一部龐德電影《007：惡魔四伏》中仍會短暫出現。
曼德斯在2008年《新鐵金剛之量子殺機》上映後，開始接觸本片的導演工作。然而，米高梅公司遭遇財政困難，導致前置作業停擺，直到2010年12月起才恢復作業。在此期間，曼德斯一直以「顧問」工作與此項目接觸，不過停工期間，原編劇彼得·摩根離開了前置作業的行列。恢復作業後，由洛根、普維斯與韋德接手，承襲摩根的想法，將劇本完成。拍攝作業於2011年11月開始，主要地點位在英国，其中小部分則於中国及土耳其取景。
《007：大破天幕杀机》於2012年10月23日在皇家阿爾伯特音樂廳首映，並分別於同年10月26日及11月9日在英國和美國上映，而該片也是詹姆士·龐德系列電影中發行IMAX版本的首例。這部電影的發行適逢首部龐德電影《鐵金剛勇破神秘島》上映50周年。《007：大破天幕杀机》獲得評論家的肯定，特別是克雷格、巴登和茱蒂·丹契的演出、編劇及劇本、攝影、曼德斯的導演功力、湯瑪斯·紐曼的配樂和動作場景。該片為第十四部突破十億元大關的電影，也是龐德系列的第一部。除此之外，電影成为邦德系列票房最高及英国电影史票房最高的一部，且於該年度電影票房排行中名列第二。《007：大破天幕杀机》是索尼电影與米高梅在全球範圍中最賣座的電影，亦为索尼影业发行的所有电影中总票房第二高的电影。該片榮獲了多項榮譽，包含兩項英國電影學院獎、兩項奧斯卡金像獎和兩項葛萊梅獎。

## 劇情
軍情六處在伊斯坦布爾的秘密據點遭人攻擊，M夫人立刻派遣代號007的詹姆斯·邦德前去查看。邦德到達後發現據點遭過血洗，裏面存放的重要臥底特工名單的硬碟也被拿走。邦德出去後遇到前來支援的女特工伊芙，兩人開著路虎追趕開奧迪逃跑的刺客。刺客在走投無路下跳上火車，邦德則是跳上火車與刺客進行肉搏。在遠處山上的伊芙在M的命令下拿狙擊槍開了一槍，但發出去的子彈卻意外打到邦德，刺客拿著硬碟揚長而去，邦德掉入河中而被認定陣亡。
三個月後，M寫完邦德的殉職報告，接見軍情六處的最高上司马洛里，马洛里因爲硬碟的丟失是目前英國歷史上最嚴重的安全缺失，聲言政府很快就會有所干預。M回去途中得知硬碟遭人試圖打開，但信號源卻是自己在軍情六處的電腦，而不久後軍情六處總部在大庭廣眾之下被炸毀。十幾名特工集體陣亡，M辦完葬禮回家後卻遇到劫後餘生的邦德，與他交談了狀況後表示自己並不後悔自己當初下的命令。隔天，邦德來到軍情六處的地下總部接受體能、醫學、心理測試，但結果全是不合格。邦德把三個月前體內刺客打的槍傷的子彈拿了出來，部門通過子彈分析結果得知了刺客的身份為帕崔斯，收現金的職業殺手，而情報也顯示他會去上海執行另外一個暗殺任務，而邦德得到任務批准後接見他的新的裝備師Q後直接去上海。
在上海，邦德跟蹤入境的帕崔斯到達一座摩天大樓，在他完成對面樓的暗殺任務後與他搏斗，但卻意外在逼他供出事前使他墜樓身亡。邦德在離開前發現帕特里斯的箱子裏有一個賭盤，也在另外一邊的大樓發現一名神秘女子在觀察他。期間，五名臥底特工的身份被泄漏到網路上，使得當中的三名臥底被恐怖分子公開處決，而英國首相也在這次軍情六處的安全疏失下決定召開聽證會。邦德到達澳門碼頭邊上的浮龍賭場，也與女特工伊芙再度合作，拿帕崔斯的賭盤得到了酬金，隨後會面了神秘女子賽菲茵而與她聊了一會。但邦德首先注意到她的三個保镖實際上是負責監視她的“奴主”，也一下識破了賽菲茵其實是一名被操控的風塵女子。邦德一離開受到三個保镖的攻擊，在伊芙的幫助下戰勝，離開後命令賽菲茵帶他去見她的老闆。
第二天，邦德與賽菲茵到達澳門附近的一座廢棄海島，見到了幕後主使者：「拉乌尔·席尔瓦」，軍情六處前任頂尖特工，他因十多年前的一次任務失敗遭到M的放棄，因為感到遭背叛而對M恨入之骨。席尔瓦試圖利用M假造成績而對邦德訴說M的陰險，但也給邦德一個追回面子的機會，讓他射擊被綁在中心的賽菲茵頭上的酒瓶，邦德因緊張而沒打中，席尔瓦卻是直接開槍打死賽菲茵而打贏。邦德在憤怒下打死了席尔瓦在場的所有手下，也開啓了Q的追蹤器而叫來了軍情六處的部隊，席尔瓦被逮捕，邦德也回到了倫敦。
席尔瓦被關進軍情六處牢房後遇見M，發現她對於背叛自己幾乎毫無悔意，亮相了他被氰化氢腐蝕的牙齒。M離開後向邦德告知了席尔瓦的本名：蒂亚戈·罗德里格斯，以及他的所作所爲，說完後直接去參加聽證會。邦德與Q打開席尔瓦的電腦且利用數據線連接，發現席尔瓦的電腦程式竟然是倫敦地鐵圖。此時總部的所有門突然在同一時間開啓，Q發現席尔瓦的電腦裏包含一堆黑客程式，而邦德也意識到牢房門的開啓而極速趕往席尔瓦的牢房，到了後發現席尔瓦已從地下道逃離至地鐵隧道。邦德追趕剛上地鐵的席尔瓦後，發現地鐵前進的方向是聽證會場，于是告訴Q立刻讓M撤離，但M得知消息後任然留在聽證會裏。席尔瓦出去後直接衝進聽證會場進行掃射，殺死了大半官員與警察。M在趕到的邦德和马洛里的幫助下逃離，之後邦德卻自作主張將M帶離城市前往蘇格蘭自己的老家，也讓Q在路上留下爲席尔瓦準備的蹤迹。
邦德與M到達了邦德的老家宅邸『空降莊園』（Skyfall）後，再度相遇自己的農場看守人金卡德，也與他準備所有的武器準備宅邸攻防戰。當天，M向邦德表達了自己的歉意，也得到了邦德的原諒。但此時，席尔瓦的先行部隊前來攻堅，邦德、M和金卡德殺光所有人後，並未見到席尔瓦，此時席尔瓦搭直升機趕到，下飛機後命令直升機橫掃宅邸，但邦德卻搶先一步讓M與金卡德先從宗教迫害時遺留下來的地道逃離，自己則以煤氣引爆宅邸。宅邸的爆炸殃及直升機，直升機的墜毀而炸死了席尔瓦的大部分人手。席尔瓦在憤怒之下注意到了M與金卡德的手電筒，追到教堂後打算與M同歸於盡，但被幸存的邦德以飛刀貫穿胸膛，但M不久後因爲傷勢嚴重而死在了邦德面前。
一個月後，M的葬禮結束，根據她的遺囑，她將放在她辦公桌上的鬥牛犬飾品送給了邦德。隨後，邦德拜見了他的新上司：M先生（马洛里）與他的秘書伊芙，也準備好進行下一個任務。

## 演员

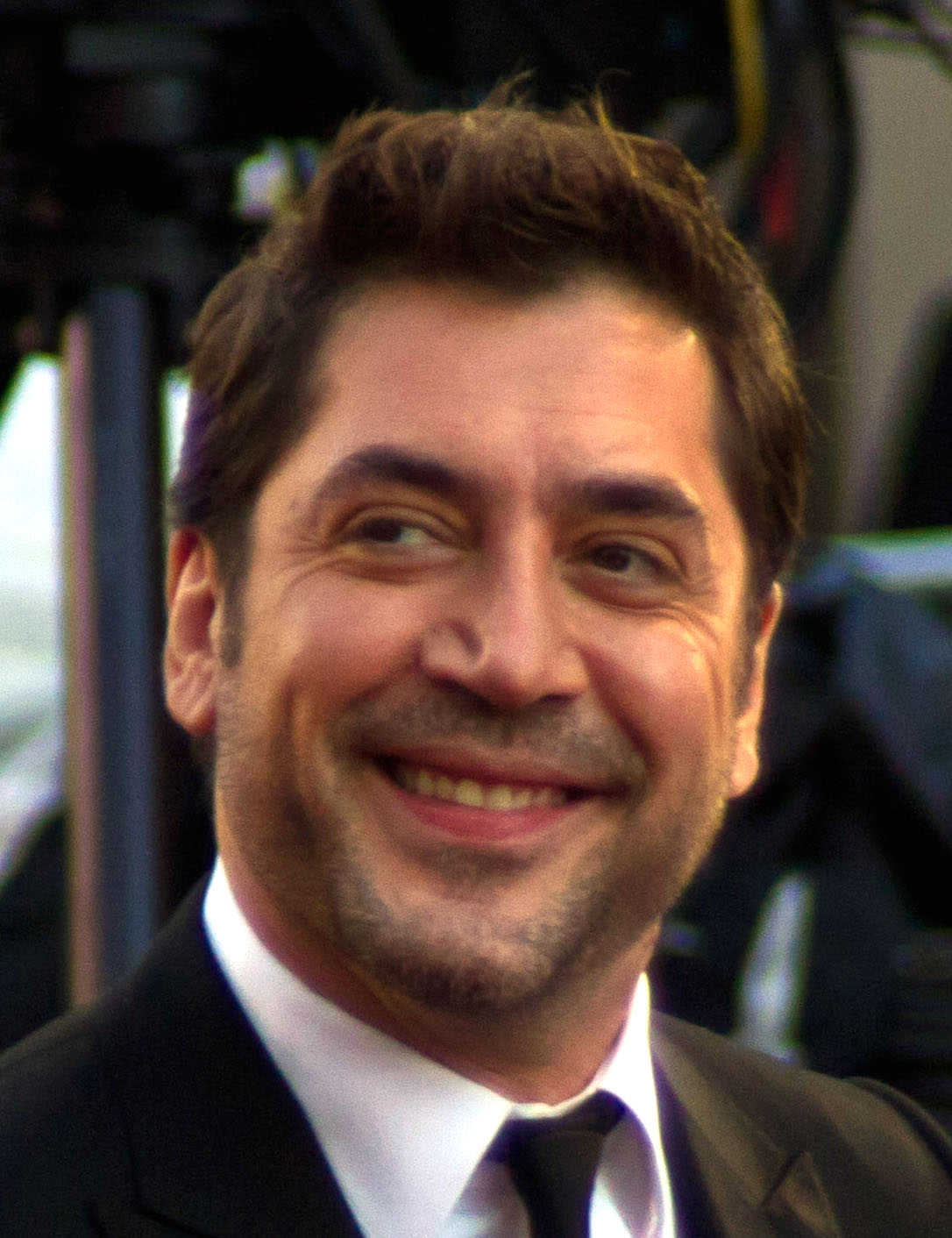
哈維爾·巴登在《007：空降危機》中飾演反派角色。

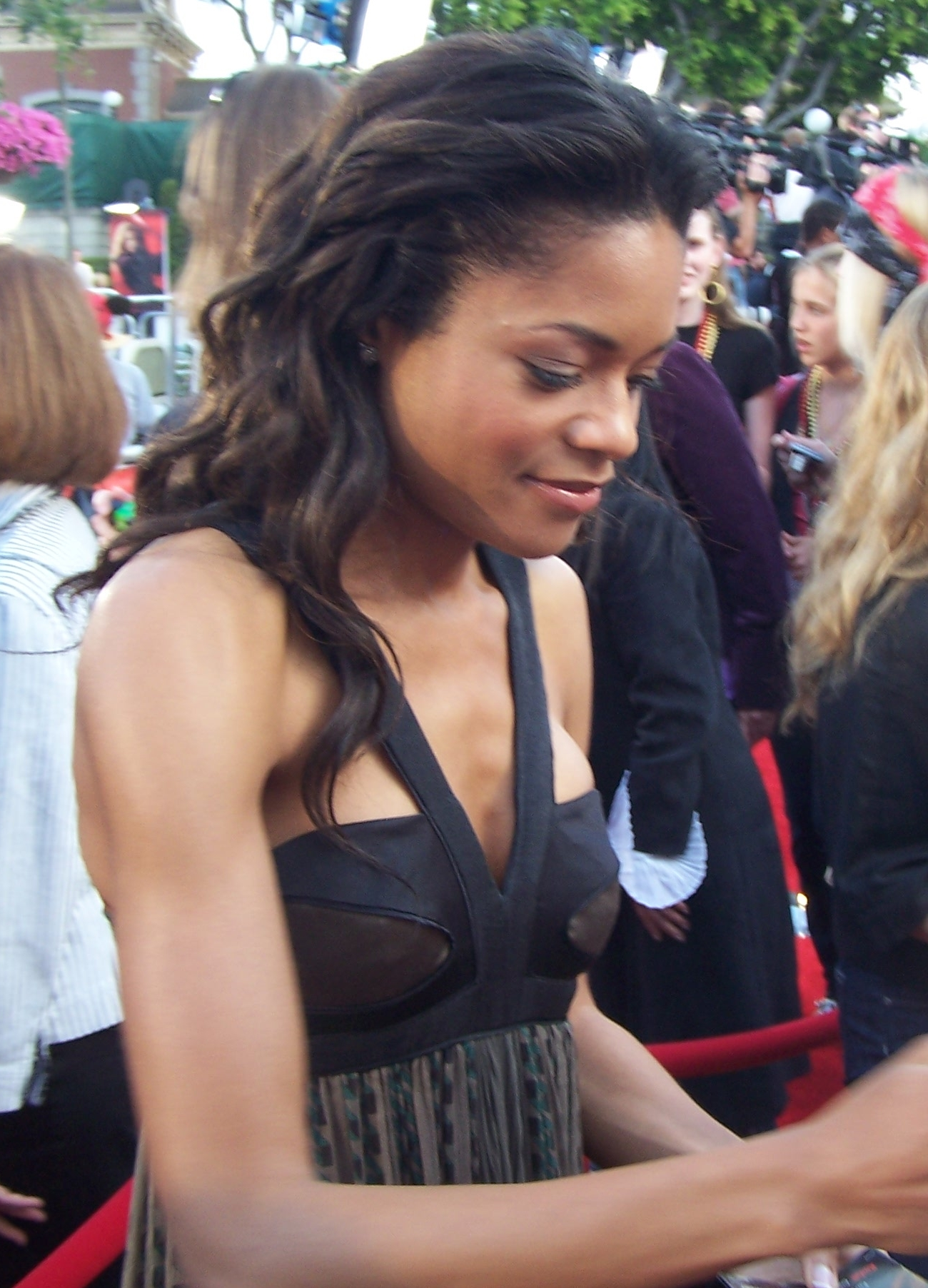
娜歐蜜·哈瑞絲在《007：空降危機》中飾演邦德女郎。

- 丹尼尔·克雷格 飾 詹姆斯·邦德，代号007
- 茱蒂·丹契 飾 M夫人，军情六处首长，邦德的上司，她在本集面臨著龐德與席尔瓦兩名曾遭到自己放棄的屬下的質疑與挑戰。
- 哈維爾·巴登 飾 拉乌尔·西法（原名蒂亚戈·罗德里格斯）[6]，前军情六处特工，后转变为網路恐怖分子
- 雷夫·范恩斯 飾 蓋瑞斯·馬洛利，情报和安全委员会（英语：Intelligence and Security Committee of Parliament）主席，在影片末尾成为新任M
- 娜歐蜜·哈瑞絲 飾 伊芙·曼妮潘妮（Miss Moneypenny），军情六处现场探员
- 貝荷妮絲·瑪赫洛 飾 賽菲茵，拉乌尔·席尔瓦的同事
- 亞伯特·芬尼 飾 金卡德，空降莊園的看门人
- 本·威士肖 飾 Q，军情六处军需官
- 罗里·金尼尔 飾 比尔·坦纳（Bill Tanner），軍情六處參謀長
- 歐拉·拉波瑟 飾 帕崔斯，一名職業殺手

## 制作

### 发展
这部影片的发行由于受到2010年米高梅财务危机的影响而延期至2010年12月21日才重新提上日程，2011年1月，米高梅宣布影片的发行日期定在2012年11月9日，比原来预定的发行日期推迟了近一年。米高梅与索尼影视宣布该片在英国和爱尔兰的上映日期提前至2012年10月26日，比美国提前2周。影片的整体预算估計約位在1.5亿美元至2億美元之間，較上一部電影《量子危机》2亿美元的预算有所下降。

### 预制
《007量子危機》於2008年上映後，製片人芭芭拉·柏克利評論說，當時未命名的《007：空降危機》可能會延續在《007首部曲：皇家夜總會》中提及並出現在《007量子危機》裡的量子組織之劇情。最終，《007：空降危機》將會是部獨立電影。
2011年8月，許多新聞網站開始轉貼塞爾維亞報紙《Blic》中傳聞占士邦第23部電影，將名為「Carte Blanche」，改編自傑佛瑞·迪佛的一本續作小說。8月30日，EON製作公司正式否認任何電影與「Carte Blanche」的聯繫，並指出「新電影不會叫做『Carte Blanche』，也不會是改編自傑佛瑞·迪佛的書。」2011年10月3日，註冊了包含「jamesbond-skyfall.com」與「skyfallthefilm.com」等網路域名，據報導，這些網域由米高梅公司與索尼影視娛樂公司委託品牌維護機構MarkMonitor登記。此舉讓媒體揣測，新電影將命名為「Skyfall」。但這些報導在當時並未為EON製作公司、索尼或者米高梅所證實。在11月的一場記者會中，聯合製片人芭芭拉·柏克利證實了本片名為「Skyfall」，並解釋此標題「包含了一些在電影中想表達的情感脈絡」。

#### 选角
时隔50年，史恩·康納萊宣布在《第七號情報員》中出演詹姆斯·邦德一角，2011年11月3日，电影一众主创于伦敦科林西亚饭店举办新闻发布会。三度出演邦德的丹尼尔·克雷格，表示自己有机会饰演007很高兴。导演山姆·曼德斯形容邦德经历过“萎靡不振、闷闷不乐、抑郁症和对生活选择感到困惑”。本片为七度出演M的茱蒂·丹契的收山之作，她管理军情六处的能力在片中被反复质疑，最终面对公众质询。
哈维尔·巴登在片中饰演大反派席尔瓦──一位寻求报复那些他看作要为自己遭背叛负责的網路恐怖主义者。巴登形容席尔瓦“不单是反派”，而克雷格表示邦德和席尔瓦“关系十分重要”。在选角方面，导演山姆·曼德斯承认自己努力游说巴登接受角色。曼德斯清楚，角色的潜力被认为是系列中最令人难忘的角色，并创造“观众就邦德电影跳票那么长时间可考虑到的东西”。他认为巴登是不分情感色彩的为数不多的演员之一，是当今世界电影里超越剧情功能的事物。在准备角色时，巴登将剧本翻译为母语西班牙语以便更好融入角色，曼德斯认为这是演员对电影负责的标志。曼德斯想让角色拥有独特的视觉，就让巴登染了一头金发，一些评论家观察到角色与维基解密创始人朱利安·亞桑傑有共同点。貝荷妮絲·瑪赫洛扮演被席尔瓦救回来，现担任其代表的前澳门性交易人赛汶妮。玛尔洛将其角色解读为“冷艳且高深莫测，她扮演赛汶妮时从《黄金眼》的反派珊妮亚·岳纳托（芳姬·詹森饰）汲取灵感。」
拉尔夫·费因斯扮演前英国陆军中校，现任英国下议院情报和安全委员会主席的加雷斯·马洛里，拥有规管军情六处的权利。电影结尾处，马洛里成为军情六处负责人，担任M。制片过程中，费因斯表示不能透露角色的其他具体细节，这将是“实在是非常有趣的一部分”。娜奥米·哈里斯扮演回归角色钱班霓小姐。哈里斯的角色最初展现为密切配合邦德的军情六处驻外间谍伊芙。尽管媒体炒作哈里斯将饰演钱班霓小姐，但剧组未证实这一点，哈里斯自己出面澄清传闻，指出“伊芙不是遥远的白领”。照哈里斯所述，夏娃“相信她跟邦德同辈，但她真的是他的鼠辈。”另一个回归角色Q由班·維蕭扮演。曼德斯最初拒绝证实維蕭的角色，后来说“再引进”这个主意是他出的：“我提出了钱班霓、Q和一个华丽反派的构思，他们同意了。”曼德斯选择阿尔伯特·芬尼饰演金凯德。制片方一度考虑史恩·康納萊在系列电影50周年的点睛之笔作用，但因为感到康納萊的出现会被视为选角的噱头，使得电影脱离观众，最终没采纳。

#### 班底

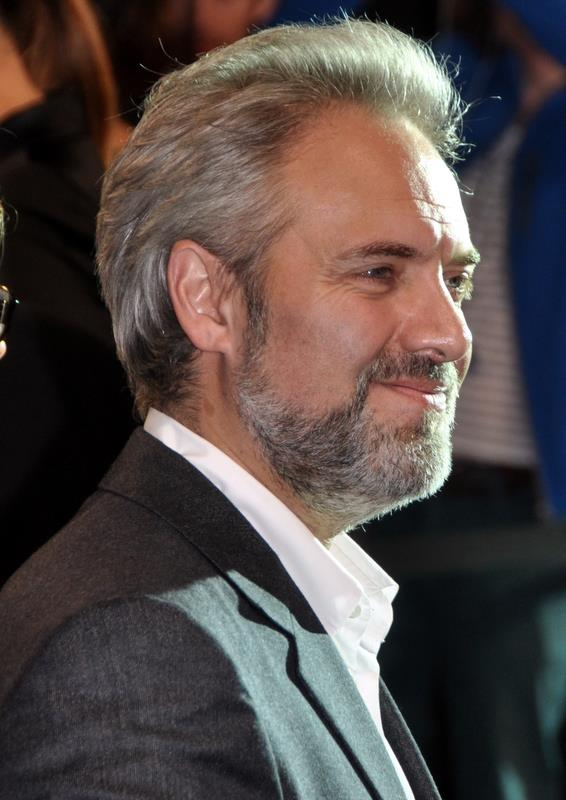
导演山姆·曼德斯于2012年10月巴黎首映礼

导演山姆·曼德斯在《大破量子危机》上映后不久就率先签约本项目，担任米高梅公司财务状况不明朗时期的顾问。曼德斯此前跟克雷格在《毁灭之路》中有过合作，早在克雷格制作《连绵之雨》时两人有过接触。克雷格提出首次导演邦德电影的话题。由于没有邀请，曼德斯最初不愿接受这份工作，也因为克雷格对参与项目的热情，没有立刻拒绝该提议。曼德斯认为克雷格在《大战皇家赌场》的演技，正是他对引领邦德这个主角的感知。他与制片人邁可·G·威爾森和芭芭拉·柏克利看到了电影的早期朝向一番会面后，同意执导电影。媒体猜测，曼德斯曾委托重写剧本，“删除动作戏以突出能获得奥斯卡奖的‘特色表演’”。曼德斯否认这一报道，称电影计划中的动作场面是整部戏的灵魂所在。
彼得·摩根最初委托编写剧本，但因米高梅申请破产，制片搁置而离开项目。尽管离开，摩根后来称最终剧本基于其原本的想法，留下了他认为是重头戏的部分。曼德斯坚决否认这一说法，称“事实并非如此”，曼德斯同意执导时摩根的剧本已被丢弃。最后的剧本是邦德剧本常客尼爾·普維斯、羅伯·韋德和約翰·洛根所写。洛根被老相交曼德斯带入该项目，称曼德斯跟编剧“非常合作”，《天幕杀机》是他最难忘的写剧本经历。
此前跟曼德斯是《平头日记》、《革命之路》中有过合作的罗杰·狄金斯担任摄影。此前为邦德电影工作过的有：丹尼斯·加斯纳担任美术指导，服装设计师为简尼·特米梅，亚历山大·威特担任第二单元导演，加里·鲍威尔和克里斯·考博德担任特技统筹，史蒂夫·贝格负责视觉效果。曾设计《量子危机》片头的平面设计工作室MK12的丹尼尔·克雷曼，再次负责本片片头设计。

#### 选景
2011年4月，山姆·曼德斯与芭芭拉·柏克利前往南非物色外景。随着电影8月份预制，有报道透露将在印度开机，片中将出现新德里萨罗吉尼纳加尔区跟果阿和艾哈迈达巴德之间的铁路线。剧组面临着确保有关闭康坎铁路路段权限的并发症，即取得拍摄许可证的类似问题，跟《黑暗騎士：黎明昇起》和《不可能的任務：鬼影行動》剧组遇到的一样。邦德剧组最终获得许可，但最终没有于印度拍摄。

### 摄制过程
影片拍摄时间原定为133天，实际上用了128天，2011年7月于伦敦正式开拍，由罗杰·迪金斯使用阿莱Alexa摄影系统进行拍摄，主要在伦敦地铁站、西史密斯菲尔德大街地下停车场、萨瑟克区国家美术馆、白厅、国会广场、 查令十字地铁站、格林威治旧皇家海军学院、卡多根广场和塔山等地取景。军情六处地下总部则是圣巴塞洛缪医院，其训练场为滑铁卢车站下的旧维克隧道。Q与邦德的碰头是在美术馆晚间闭馆时拍摄的。片末邦德俯瞰倫敦市容的屋頂是白廳55號的能源與氣候變遷部办公楼。为了拍摄军情六处总部爆炸场景，沃克斯豪尔桥和米尔班克区交界处进行了交通管制。与通过大型建筑复制品制作爆炸镜头的黑日危机所不同的是，片中的爆炸是后期加上去的。片尾原定于登储城堡拍摄，但在开拍后不久计划就被取消，由苏格兰格伦科高地代替。据称邦德在苏格兰的祖屋天幕庄园是用胶合板和石膏构筑的立体建筑模型。

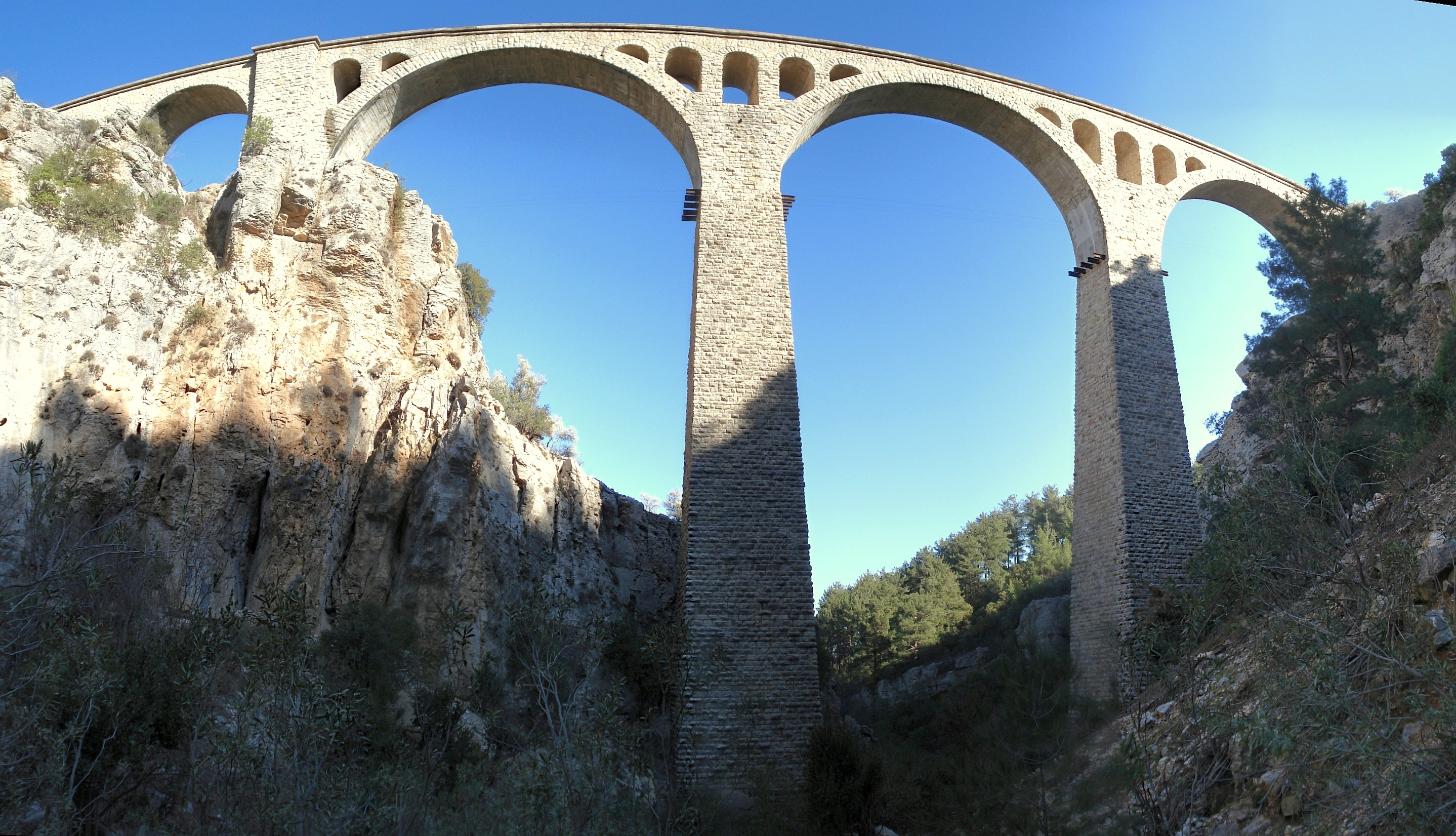
片中邦德被射殺坠落處——瓦尔达高架桥

摄制组于2012年3月移师土耳其，直到5月6日，原计划是要在该地拍摄三个月。影片中的伊斯坦布尔郊外取景于亚达那，在对火车顶打斗场面进行彩排时，一群当地儿童溜进了用于拍摄的铁路专用线而被保安抓获。电影火车戏的预告片还出现了瓦尔达高架桥，邦德的替身安迪·赖斯特于距地面300英尺高的此处背身落入水中。此外，片中火车上的起重机用安全绳绑着。在伊斯坦布尔部分出现的景点还包括：香料集市、新清真寺、土耳其邮政总局、因拍摄而停止迎客的君士坦丁堡竞技场和大巴扎，均于4月杀青。这些地区的商户可以开门，但不准营业，他们将获得750里拉（即418美元）一天的补偿。摩托车屋顶追逐戏让摄制组面临着涉嫌损坏古建筑的批评。但迈克尔·威尔逊否认这些说法，他表示开拍前已派人把部分屋顶拆掉，用复制品代替，待到拍摄结束后就恢复原貌。摄制组获得业主的同意后，还于费特希耶卡利伺海滩613片取景。
由导演曼德斯证实，上海等地将出现在影片中。約翰·洛根表示，摄制组故意找了一处跟伦敦风格不同、具有异国情调的取景地，让邦德不太舒服地出现。实际上，有许多场面并不在上海取景，如屋顶的游泳池是金丝雀码头的维珍活力游泳池，邦德进入的大厦是伦敦第四高楼布罗德盖特塔，外部灯光将其打扮成一座写字楼。为了拍摄航拍镜头，剧组罕见地得到中国政府批准並借出直升機进行航空拍攝。邦德碰到反派席尔瓦的澳门金龙赌场内景在松林制片厂搭建，而上海浦东国际机场则在雅士谷赛马场搭景。在2012年2月1日公布的首张电影剧照中，克雷格正在松林制片厂搭建的一座“位于上海”的摩天大楼中娱乐。
据2012年4月的报道，影片将在长崎海岸线上一座名叫端島的废弃小岛上取景，该岛在片中被设置成澳门海岸线上的一座无名小岛。山姆·曼德斯解释，该场景其实是一组计算机生成的图像，摄制组在丹尼尔·克雷格会见于斯德哥尔摩拍摄的电影《龙纹身的女孩》的瑞典电影制作人Thomas Nordanstad后，选择了端島的地理模型。Nordanstad曾于2002年在该地拍摄名为《端島》的短纪录片，根据克雷格在该岛上所写的大量笔记，导演是在影片上映后才得知这座岛的详细。
影片后来转制IMAX格式以供在巨幕影院放映。迪金斯原本不清楚影片将以IMAX形式发行，直到他后来决定用阿莱Alexa摄影机拍摄。在进行画面试验时，色彩的不完美展现，使其产生不快。在进一步探讨IMAX系统，了解到IMAX公司专用的数字原底翻版技术技术后，迪金斯发现他并没有使用该功能进行测试，从而平息他对该格式的怀疑。

### 配樂

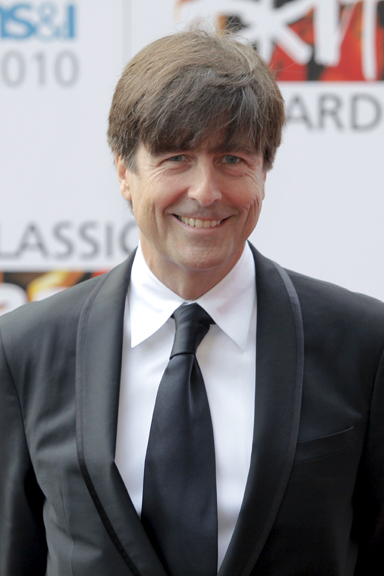
托马斯·纽曼为影片配乐

湯瑪斯·紐曼與山姆·曼德斯共事已久，為其製作過、《非法正義》、《鍋蓋頭》與《真愛旅程》的配樂，並取代了大衛·阿諾德成為本片配樂。阿諾德評論，紐曼因為與曼德斯有多次共事經驗，曼德斯選擇他為配樂其來有自，而不是因為阿諾德在2012年夏季奥林匹克运动会開幕典禮中，擔任丹尼·鮑伊的作曲家。原聲帶分別於2012年10月29日在英國發行，美國則於11月6日發布。

### 主題曲
由愛黛兒（Adele) 演唱的同名歌曲 「Skyfall」
2012年10月，英國歌手，詞曲創作者愛黛兒證實，她已經錄唱了由保羅·愛華編曲的電影主題曲。隨後更在個人Twitter上發表同名主題曲「Skyfall」的樂譜，並將自己跟愛華列為作曲者，且由愛華與管絃樂編曲家J.A.C.瑞福共同編曲製作。2012年10月5日凌晨0點07分（BST）這首歌在線上發布，而這天被稱為「占士邦日」，剛好是《鐵金剛勇破神秘島》上映50周年。
這首主題曲也成為007電影第一次獲得奧斯卡金像獎最佳電影原創歌曲獎

## 发行
2012年10月23日，影片在伦敦皇家阿尔伯特音乐厅举行首映式，查尔斯亲王和康沃爾公爵夫人卡米拉伉俪应邀出席活动。电影于3天后的26日在英国公映，11月8日登陆美国。该片将是首部在IMAX影厅放映的邦德电影，北美IMAX影院上映时间将比传统影院提前一天。电影招致全国性暴力资源中心的批评，其对电影一些展现邦德“滥用职权和权威”的未审查场景表示关切，该场景表明邦德曾对前性贩卖受害者薩芙琳发起性交。

### 删减事件
有媒体报道该片在中国大陆发行的版本被删减30分钟到40分钟之间，但此新闻后来被证实为误传，据一些在香港、台湾和北京同时看过该片的网友证实，中国大陆公映版本只有几秒钟的删改。不过此事件也使得中国国内舆论开始再次关注饱受争议的电影删减行为、以及是否应推出电影分级制度的问题。而在中国内地发行的影碟时长为2时22分26秒，略短于北美、英国等地的2时22分58秒。

### 票房
本片在全球共赢得11亿美元的票房，是2012年票房第二高影片。上映首周末，本片就从25个市场赚得8060万美元。在英国，本片首周票房2010万英镑，仅次于《哈利波特：死神的聖物Ⅱ》，屈居首周周末票房榜第二位，是仅次于《黑暗騎士：黎明昇起》的票房第二高IMAX影片。影片一周内最高票房记录为3720万英镑，超越《死亡圣器Ⅱ》保有的记录。截至2012年11月9日，本片斩获5700万英镑，超越《黎明昇起》成为2012年票房最高电影，也成为在英国最卖座的詹姆斯·邦德电影。英国上映40天后，本片票房维持在9428万英镑，超越《阿凡达》的9403万英镑，成为英国票房最高的电影。2012年12月30日，该片成为首部票房破1亿美元的电影（1.61亿英镑）。本片斩获的票房过1亿，曾在第1部和第17部007电影出现过，相当于《霹靂彈》赚取的10.47亿美元算入通胀调整。
本片在瑞士首周末斩获530万美元，也是印度首周末票房第二高的好莱坞电影（510万美元），法国首周末斩获1430万美元，也在奥地利仅次于《魔戒三部曲：王者再臨》成为首周末票房第二高的电影（340万美元）。而在芬兰，排除提前观影，本片拿下的首周末最大票房（147万美元）。
在北美，本片在3505家影院上映，是上映范围最广的邦德电影。首日午夜场斩获240万美元，IMAX和大屏幕影院进一步斩获220万美元。CinemaScore的调查表明，从A+到F，影迷给予本片的平均成绩为“A”。本片北美开画首日斩获3080万美元，开画首周末斩获8840万美元，是邦德电影首映的最佳成绩。北美落画时，本片收获304,360,277美元，是2012年北美票房第四高的电影。
中国大陆首周收获2.15亿人民币，次周收1亿蝉联冠军。香港上映首日就超越上映8天的《天生爱情狂》，斩获268万港元。

### 专业评价
影评人给予本片正面评价。烂番茄基于366条评论，给本片打出92%的新鲜度。Metacritic则依照49条评论，给予本片81分。一些评论家，包括《泰晤士报》的凯特·缪尔（Kate Muir）、《观察家报》的菲利普·弗伦奇（Philip French）、IGN的丹尼尔·科鲁帕（Daniel Krupa）、《爱尔兰独立报》和《每日记事》，均质疑本片是否称得上最优秀的邦德电影作品。《每日电讯报》影评人罗比·科林（Robbie Collin）认为本片“常让人眼花缭乱，总是大胆妄为”，片中的优秀动作场面带有幽默和情感色彩。《好莱坞记者》的托德·麦卡锡（Todd McCarthy）认为本片“明显地扣人心弦，同时还挥舞着幽默的滑稽暗流”，从而称本片“有一定重量并带复杂性”。《综艺杂志》的彼得·德波吉（Peter DeBruge）认为本片最大的优势，在于愿意尽可能多地把动作套路集中在表征上，让两者结合，而非单纯吸引观众眼球。但《纽约时报》影评人马诺哈拉·达吉斯，认为本片卓越继承了“《大战皇家赌场》，“华丽而非古怪，且不断地逐渐低调。”《帝国》的金·纽曼（Kim Newman）总结本片“融合了几乎你能想到的所有当代邦德形象：冷酷而不做作，尊重传统，但直到目前，严重的刺激使角色相当复杂，有趣的感受近来并不总是显而易见。”《芝加哥太阳报》的罗杰·艾伯特（Roger Ebert）给予本片4星满分，称其“感情强烈、欢快，是深受人们喜爱的文化表征的智能化庆典。”《新政治家》的瑞安·吉尔比（Ryan Gilbey）看到“弥漫在电影中的怀旧气息”，称“有时旧路子是最好的”。

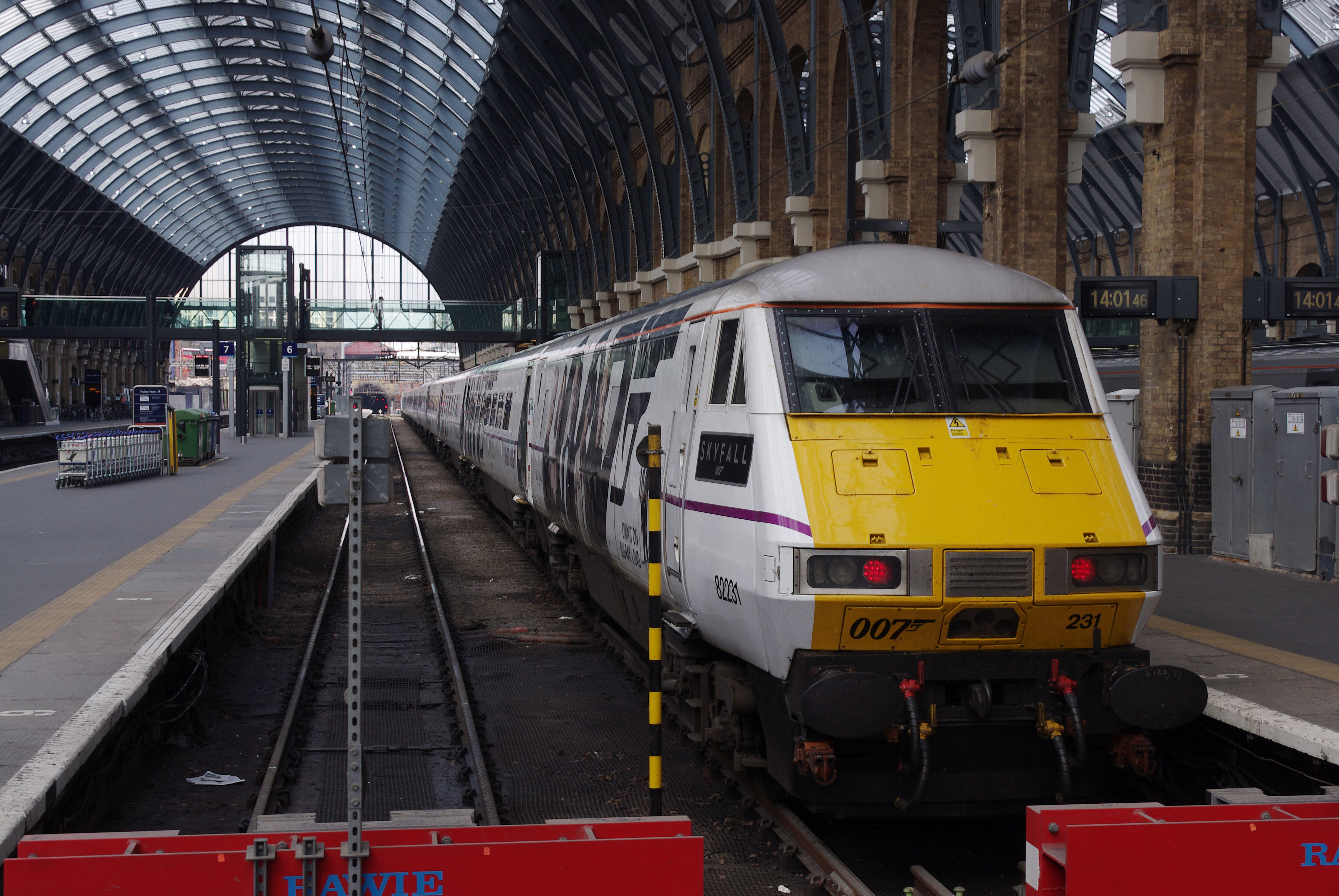
一列为本片DVD在英国发行造势的列车

一些评论家赞扬丹尼尔·克雷格在电影中的表现。罗杰·艾伯特认为，“克雷格在片中完全具备他先前勉强饰演过的角色。”菲利普·弗兰奇表示：“克雷格设法走出肖恩·康纳利的阴影”，丹尼尔·科鲁帕则认为克雷格版邦德，为“伟大演员的演绎下了定义”。《星期日泰晤士报》的爱德华·波特（Eward Porter）认为“克雷格已经开发出干燥且智能化的邦德形象。”瑞安·吉尔比认为克雷格“不是任何冷酷地轻松进入角色”。
配角也获得一致好评。罗杰·艾伯特反映本片“终于塑造了有价值的朱迪·丹奇，这位在她的年代里最优秀的演员。除了合演电影，她在很多镜头的对话尖锐，是个比我们对该其系列预期，更为复杂和让人同情的角色。”《星期日电讯报》的珍妮·麦卡特尼（Jenny McCartney）认同丹尼在片中“令人信服得发光”，其中“镜头的爱抚往往最有意义”，她认为哈维尔·巴登扮演的席尔瓦“锐不可当”。而亨利·K·米勒（Henry K Miller）认为他的角色是“邦德电影数十年来最逼真的反派”。许多影评人指出配角的实力，金·纽曼发现芬尼“温暖而庄重”的表现值得关注。而其他影评人，包括爱德华·波特、丹尼尔·科鲁帕和《播放列表》的奥利弗·利特尔顿（Oliver Lyttelton），则挑出拉尔夫·费因斯饰演的马洛里和本·威士肖的Q进行质疑。
《华盛顿邮报》的安·霍纳迪（Ann Hornaday），称山姆·曼德斯振兴了整个系列，本片“时尚、明快、优雅······尊重传统和拥抱新颖表现出恰到好处的尺度。”《视觉与声音》的亨利·K·米勒称赞曼德斯值得执导更多的棒的电影。金·纽曼还赞扬了曼德斯对动作场面的执导。摄影师罗杰·迪金斯的工作也获得一致好评：纽曼评论称他“提供了该系列自1960年代来，最让人印象深刻的视觉效果”，米勒称电影镜头“令人眩目”。
电影也逃不过批评声，有评论指出两个半小时的片长里，最后的三分之一是“拉锯战”，跟其他三分之二的势头不匹配，是本片的根本缺陷。《卫报》的克桑·布鲁克斯（Xan Brook）给出积极评价，却批评“在探讨人物背景故事上，开创了邦德‘煽情放纵’的大胆决定，以及对他和M之间关系的强调。”丹尼尔·科鲁帕也挑出娜歐蜜·哈瑞絲的“笨拙”，与丹尼尔·克雷格“几乎不留有化学反应”。同样，菲利普·弗兰奇称电影调节了他突出“重复得有点慵懒”的褒奖，认为“玩笑话常被敷衍，邦德像往常一样太容易被捉，又太容易逃脱。”爱德华·波特认为，尽管本片实现了“机智与派头”，但高潮有点让人失望，尽管“最后阶段的弱点并不严重，但电影的结尾短得美妙。”
頭條日報的祁佳仕說：「總而言之，本片一如既往般四平八穩和包羅萬象，但因為多了更深入的情感元素和內涵，所以跟過去的占士邦電影截然不同。」明報的石琪說：「整體來說，不失為鐵金剛系列中較佳之作（哪部最佳就見仁見智），情節奇詭多變，不少地方拍出戲味，丹尼爾卡勒把「中年危機」表現得真切兼有性格。」香港《爽報》的張居說：「今集007的故事劇本對比編排密密麻麻，占士邦和M的主僕情佔最重篇幅，極盡悲壯，把只賣大場面的大片昇華。」

### 家用媒体
本片DVD、蓝光和数字高清2013年2月12日在美国发行，2月18日登陆英国。

### 荣誉
| 頒獎典禮                   | 獎項         | 名字                                                                  | 結果 |
| -------------------------- | ------------ | --------------------------------------------------------------------- | ---- |
| 第70届金球奖               | 最佳原創歌曲 | Skyfall                                                               | 獲獎 |
| 第66届英国电影学院奖       | 最佳英國電影 |                                                                       | 獲獎 |
| 第66届英国电影学院奖       | 最佳男配角   | 哈维尔·巴登                                                           | 提名 |
| 第66届英国电影学院奖       | 最佳女配角   | 朱迪·丹奇                                                             | 提名 |
| 第66届英国电影学院奖       | 最佳原创音乐 | 托马斯·纽曼                                                           | 獲獎 |
| 第66届英国电影学院奖       | 最佳摄影     | 罗杰·狄金斯                                                           | 提名 |
| 第66届英国电影学院奖       | 最佳剪辑     | 斯图尔特·贝尔德                                                       | 提名 |
| 第66届英国电影学院奖       | 最佳艺术指导 | 丹尼斯·盖斯纳、安娜·平諾克                                            | 提名 |
| 第66届英国电影学院奖       | 最佳音效     | 斯圖爾特·威爾遜、斯科特·米蘭、格雷格·P·羅素、柏·荷堡、凱倫·貝克蘭德斯 | 提名 |
| 第27届美国电影摄影师工会奖 | 最佳摄影奖   | 罗杰·狄金斯                                                           | 獲獎 |
| 第85届奥斯卡金像奖         | 最佳摄影     | 罗杰·狄金斯                                                           | 提名 |
| 第85届奥斯卡金像奖         | 最佳音效剪輯 | 柏·荷堡及凱倫·貝克蘭德斯                                              | 獲獎 |
| 第85届奥斯卡金像奖         | 最佳混音     | 斯圖爾特·威爾遜、斯科特·米蘭、格雷格·P·羅素                           | 提名 |
| 第85届奥斯卡金像奖         | 最佳原創配樂 | 托马斯·纽曼                                                           | 提名 |
| 第85届奥斯卡金像奖         | 最佳原創歌曲 | Skyfall                                                               | 獲獎 |